# Edie Ceccarelli
Edith "Edie" Ceccarelli, nata Edith Recagno (Willits, 5 febbraio 1908 – Willits, 22 febbraio 2024) è stata una supercentenaria statunitense di 116 anni e 17 giorni. Di origini italiane, fu Decana degli Stati Uniti dal 3 gennaio 2023, data della scomparsa di Bessie Hendricks, al giorno della sua morte, avvenuta il 22 febbraio 2024. Al momento della sua morte era, inoltre, la seconda persona più longeva al mondo dopo la spagnola Maria Branyas.

## Biografia
Nacque il 5 febbraio 1908 a Willits, in California. Dopo essersi sposata con Elmer Brick Keenan, si trasferì a Santa Rosa, sempre in California, dove il marito iniziò a lavorare come portavoce del locale Partito Democratico. Dopo la morte di Keenan, avvenuta nel 1984, la donna sposò nel 1986 Charles Ceccarelli, prendendone quindi il cognome: rimase vedova nel 1990.
La donna visse in autonomia nella propria casa fino all'età di 107 anni, dopodiché si trasferì in una casa di riposo, nella sua città natale, Willits. Al compimento dei 111 anni, nel febbraio 2019, risultava affetta da demenza senile ma ancora in grado di camminare con l'aiuto di un deambulatore. Il 19 agosto 2022 entrò nella lista delle 100 persone più longeve al mondo la cui età sia mai stata verificata. Il 5 febbraio 2024 festeggiò i suoi 116 anni.
Edie Ceccarelli è morta il 22 febbraio 2024, all'età di 116 anni e 17 giorni. Occupa la trentunesima posizione tra le persone più longeve di sempre ufficialmente verificate.